# Acharva
Acharva (georgiska: ახარვა) är ett berg i Georgien. Det ligger i regionen Abchazien, i den nordvästra delen av landet, 290 km nordväst om huvudstaden Tbilisi. Toppen på Acharva är 2 523 meter över havet.